# Mount Wachusett
Mount Wachusett is een berg van het type inselberg in Worcester County in de Amerikaanse staat Massachusetts. Het ligt bij de plaatsen Princeton en Westminster. Het is het hoogste punt in Massachusetts ten oosten van de rivier de Connecticut. De berg is vernoemd naar een Indiaanse term voor "in de buurt van de berg" of "berg plaats". De berg is een populaire wandel- en ski-bestemming. Van de lente tot in de herfst is de berg toegankelijk met de auto via een weg die naar de top leidt. Uitzicht vanaf de top van Mount Wachusett betreffen onder andere Mount Monadnock naar het noorden, Mount Greylock naar het westen, het zuidelijk deel van Vermont in het noordwesten en Boston in het oosten. De berg wordt doorkruist door de 148 kilometer lange Midstate Trail. De berg ligt in het gebied van de Wachusett Mountain State Reservation.
De berg is door gletsjers uitgesleten.